# 阪西紀子
阪西 紀子（ばんざい のりこ、1962年 - 2021年3月）は、日本の歴史学者。専門はヨーロッパ中世社会史、北欧史、アイスランド・サガ研究。元一橋大学大学院社会学研究科教授。元日本アイスランド学会会長。

## 経歴
1985年3月、一橋大学社会学部卒業。1987年3月、一橋大学大学院社会学研究科修士課程修了。指導教官阿部謹也の勧めで1987年10月から1989年9月までデンマーク政府奨学金によりコペンハーゲン大学に留学。1993年3月、一橋大学大学院社会学研究科地域社会研究専攻博士課程単位取得満期退学。
1993年7月～1995年3月、日本学術振興会特別研究員（PD）を経て、1997年10月から一橋大学社会学部助教授。2008年4月、一橋大学大学院社会学研究科総合社会科学専攻教授（歴史社会研究分野（社会史ヨーロッパ））。日本アイスランド学会会長も務めていた。

## 研究内容・業績
専門は、ヨーロッパ中世社会史、北欧史、アイスランド・サガ研究。

## 著書

### 単著
- 『北欧中世史の研究：サガ・戦争・共同体』（秋山晋吾・土肥恒之編）刀水書房、2022年。ISBN 978-4-88708-478-0

### 共著
- （歴史学研究会編）『紛争と訴訟の文化史』青木書店〈シリーズ歴史学の現在〉、2000年。ISBN 978-4-250-99054-0
  - 「戦いか訴訟か：中世アイスランドの紛争解決手段」を所収[9]。
- （三谷孝編）『戦争と民衆：戦争体験を問い直す』旬報社〈一橋大学大学院社会学研究科先端課題研究叢書〉、2008年。ISBN 978-4-8451-1068-1
  - 「「防衛のための戦い」の記憶」を所収[10]。
- （清水誠編）『アイスランドの言語、神話、歴史：日本アイスランド学会30周年記念論文集』麻生出版、2011年。ISBN 978-4-905383-00-0
  - 「『ストゥルルンガ・サガ』における教会堂」を所収[11]。